# Iglesia libre de Escocia

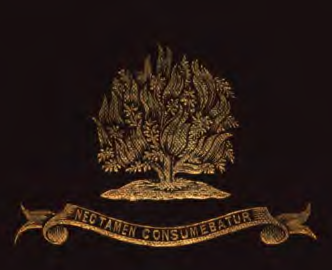
Logo de la Iglesia Libre de Escocia

La Iglesia Libre de Escocia es una congregación cristiana escocesa formada en 1843 por una división de la Iglesia de Escocia conocida como la Ruptura. 
En 1900 la gran mayoría de la Iglesia Libre de Escocia se unió a la Iglesia Presbiteriana Unida de Escocia para formar la Iglesia Libre  Unida de Escocia (la cual se reuniría con la Iglesia de Escocia en 1929).
Sin embargo, una minoría de la original Iglesia Libre de Escocia permaneció fuera de la unión de 1900, reclamando el título Iglesia Libre de Escocia para ellos, lo cual continúa hasta la actualidad como la 'Wee Free'.
Congrega a 100 iglesias en Escocia, 2 en Londres y 5 en Norteamérica, así como a las iglesias hermanas fundadas por el trabajo misionero en India, Perú y Sudáfrica.